# Encyclopedia of Unusual Sex Practices
Encyclopedia of Unusual Sex Practices é um livro de referência escrito por Brenda Love, publicado originalmente em 1992 e republicado muitas vezes.

## Descrição
O livro descreve um grande número de atos sexuais humanos considerados incomuns ou que são um tabu em muitas culturas. Muitos dos tópicos abordados são diversos tipos de parafilia. 
O livro é a única referência mainstream disponível sobre muitos dos tópicos abordados.
Apesar de ser uma referência no meio, o livro ficou famoso por afirmar que em 54 a.C. Cleópatra teria enchido uma cabaça com abelhas para usá-la como vibrador. Porém, o livro não trás fontes e historiadores afirmam que não há evidências arqueológicas que sustentem a afirmação.